# Archelaos (Sohn des Amyntas III.)
Archelaos (altgriechisch Ἀρχέλαος) war ein um die Mitte des 4. Jahrhunderts v. Chr. lebender Angehöriger des makedonischen Königshauses der Argeaden.
Archelaos war ein Sohn des makedonischen Königs Amyntas III. und dessen Gattin Gygaia sowie ein Stiefbruder Philipps II., des Vaters von Alexander dem Großen. Amyntas III. und Gygaia hatten noch zwei weitere Söhne, Arrhidaios und Menelaos. Nach dem Regierungsantritt Philipps II. sah er in seinen drei Halbbrüdern als potentiellen Thronprätendenten eine mögliche Bedrohung für seine Herrschaft. Er ließ einen von ihnen hinrichten, während den beiden anderen die Flucht nach Olynth gelang. In der Folge gewährte diese Stadt den beiden Prinzen ihren Schutz. Philipp II. bekriegte ab 349 v. Chr. Olynth und eroberte es ein Jahr später. Anschließend ließ er seine beiden Stiefbrüder töten.